# Galvagniella
Galvagniella is een geslacht van rechtvleugeligen uit de familie veldsprinkhanen (Acrididae). De wetenschappelijke naam van dit geslacht is voor het eerst geldig gepubliceerd in 1973 door Harz.

## Soorten
Het geslacht Galvagniella  is monotypisch en omvat slechts de volgende soort:
- Galvagniella albanica (Mishchenko, 1952)